# Wit (imię)
Wit – imię męskie pochodzenia łacińskiego.
Wywodzi się od przydomka łac. Vitus, który z kolei utworzono zapewne od niezaświadczonego łac. *vitus „chętny, ochoczy” (zachowanego w formie zaprzeczonej invitus „niechętny”).
Wit może być także skróceniem imienia Witosław.
Imię to występuje w Polsce od średniowiecza, po raz pierwszy zapisano je w roku 1228 (jako Wit) i w 1483 (jako Wito). Obecnie jest raczej rzadkie, w 2001 roku imię to nosiło 1675 Polaków.
Żeńskim odpowiednikiem jest Wita.
Wit imieniny obchodzi: 15 czerwca.

## Odpowiedniki w innych językach
- angielski: Guy[2][4]
- białoruski: Віт (Wit)[4]
- bułgarski: Вит (Wit)[4], Витан (Witan)[4]
- chorwacki: Vid[4], Vida[4], Vito[4]
- czeski: Vit[4]
- duński: Vitus[4]
- fiński: Vietti[4]
- francuski: Vit[2][4], Guy[2][4]
- hiszpański: Vito[2][4]
- litewski: Vitas[4]
- łacina: Vitus[2][4]
- macedoński: Вит (Wit)[4], Вид (Wid)[4], Видо (Wido)[4], Витан (Witan)[4]
- niderlandzki: Vitus[4]
- niemiecki: Vitus[2][4], Veit[2][4]
- norweski: Vitus[4]
- portugalski: Vito[4]
- rosyjski: Вит (Wit)[2][4]
- rumuński: Vit[4]
- słowacki: Vit[4]
- słoweński: Vid[4], Vit[4]
- szwedzki: Vitus[4]
- ukraiński: Вит (Wyt)[4]
- węgierski: Vitus[4], Vid[4], Vida[4], Vidos[4]
- włoski: Vito[2][4]

## Znane osoby noszące imię Wit
- święty Wit – męczennik, zaliczany do Czternastu Świętych Wspomożycieli
- Wit z Chotela (zm. 1206) – biskup płocki, fundator kilku klasztorów norbertanów na terenie Polski
- Wit Brzycki (1887-1954) – polski duchowny rzymskokatolicki, jeden ze skazanych w pokazowym procesie księży kurii krakowskiej
- Wit Dąbal (ur. 1955) – polski operator filmowy
- Wit Stwosz – niemiecki rzeźbiarz, grafik i malarz, jeden z najwybitniejszych przedstawicieli późnego gotyku w rzeźbie
- Wit Szostak – polski pisarz fantasy, z wykształcenia doktor filozofii
- Vito Ippolito – działacz sportowy w Wenezueli, prezydent FIM
- Vito Marcantonio – lewicowy polityk amerykański i kongresmen
- Vitus Bering – żeglarz pochodzenia duńskiego w służbie rosyjskiej marynarki
- Guy Verhofstadt – premier Belgii w latach 1999-2008, poseł do Parlamentu Europejskiego